# Пек Мі Ґьон
Пек Мі Ґьон (кор. 백미경, нар. 1971) — південнокорейська відома теле- та кіносценаристка. Вона написала багато успішних драм, таких як «Сильна жінка То Бон Сун» (JTBC, 2017) і «Гідна леді» (JTBC, 2017). Серіал «Гідна леді» утримував рекорд найпопулярнішої драма JTBC протягом півтора років, поки її не обігнав Sky Castle у 2018 році.

## Фільмографія

### Телесеріали
| Назва                                                | Канал і період трансляція                      | Період трансляції                   | Кількість серій | Найвища рейтинг | Найнижча рейтинг | Середня рейтинг |
| ---------------------------------------------------- | ---------------------------------------------- | ----------------------------------- | --------------- | --------------- | ---------------- | --------------- |
| «Історія Кангу»                                      | SBS, щосуботи та щонеділі о 8:45 вечора        | 29 березня 2014 — 30 березня 2014   | 2               | 5,0 %           | 4,5 %            | 4,8 %           |
| «Це моє кохання»                                     | JTBC, щоп'ятниці та щосуботи о 8:40 вечора     | 29 травня 2015 — 18 липня 2015      | 16              | 1,833 %         | 0,753 %          | 1,385 %         |
| «Сильна жінка То Бон Сун»                            | JTBC, щоп'ятниці та щосуботи о 11:00 вечора    | February 24, 2017 — 15 квітня 2017  | 16              | 9,668 %         | 3,829 %          | 7,649 %         |
| «Гідна леді»                                         | JTBC, щоп'ятниці та щосуботи о 11:00 вечора    | 16 червня 2017 — 19 серпня 2017     | 20              | 12,065 %        | 2,044 %          | 6,594 %         |
| «Диво, яке ми зустріли»                              | KBS2, щопонеділка та щовівторка о 10:00 вечора | 2 квітня 2018 — 29 травня 2018      | 18              | 13,1 %          | 8,2 %            | 11,0 %          |
| «Розтопи мене ніжно» (Також як виконавча продюсерка) | tvN, щосуботи та щонеділі о 9:00 вечора        | 28 вересня 2019 — 17 листопада 2019 | 16              | 3,201 %         | 1,160 %          | 2,150 %         |
| «Моє»                                                | tvN, щосуботи та щонеділі о 9:00 вечора        | 8 травня 2021 — 27 червня 2021      | 16              | 10,512 %        | 5,578 %          | 8,208 %         |

### Фільми
- «Революціонер Хьонбу»[en] (2017)